# Hansjörg Weigel
Hansjörg „Hande“ Weigel (* 15. März 1943 in Chemnitz; † 29. April 2020 in Jena) war ein deutscher Bürgerrechtler und Pazifist.

## Leben
Weigel wurde 1943 in Chemnitz geboren, wo sein Vater als Beamter im Strafvollzug tätig war. Von 1949 bis 1957 besuchte er die Grundschule in Königswalde, anschließend bis 1959 die Mittelschule in Werdau, die er mit der Mittleren Reife abschloss. Von 1959 bis 1961 absolvierte er eine Ausbildung zum Kfz-Elektriker und engagierte sich in dieser Zeit als FDJ-Gruppensekretär im Ausbildungsbetrieb. Von 1961 bis 1990 arbeitete Weigel in einer PGH in Werdau.
Aufgrund seiner evangelischen Konfession verweigerte Weigel 1963 den Wehrdienst in der Nationalen Volksarmee. Letztlich wurde er 1966/1967 im Dienst ohne Waffe als Bausoldat eingesetzt. Ehrenamtlich engagierte sich Weigel in seiner Kirchgemeinde für eine christliche Friedenserziehung. Er war 1973 maßgeblicher Initiator für die Gründung des Friedensseminars Königswalde, in dem zunächst im Pfarrhaus und später in der Dorfkirche von Königswalde bis zum Ende der DDR zweimal jährlich Seminarveranstaltungen zu politischen Themen durchgeführt wurden. Dadurch geriet Weigel in eine intensive Observation und Bearbeitung durch das Ministerium für Staatssicherheit (Operativer Vorgang „Spaten II“). Wegen angeblicher staatsfeindlicher Hetze wurde er 1980 drei Monate lang in Untersuchungshaft festgesetzt und schließlich zu 18 Monaten Gefängnis verurteilt. Nach Protesten der Kirchenleitung und westlicher Medien wurde die Strafe nach zweieinhalb Monaten zur Bewährung ausgesetzt und ihm angeboten, in die Bundesrepublik Deutschland überzusiedeln, worauf er verzichtete. Er blieb in Königswalde und engagierte sich weiterhin in Kirchgemeinde und Friedensseminar. Von 1984 bis 1996 war Weigel Mitglied der Landessynode der Evangelisch-Lutherischen Landeskirche Sachsens. Nach der Wiedervereinigung Deutschlands gehörte Weigel – zunächst parteilos für einen „Bürgerrat“, ab 1999 für die SPD – ab 1990 dem Stadtrat von Werdau an.
Er starb Ende April 2020 im Universitätsklinikum Jena an den Folgen einer SARS-CoV-2-Infektion während der COVID-19-Pandemie in Deutschland.
Weigel war verheiratet und hatte zwei Kinder, darunter der Politiker Andreas Weigel (* 1964), von 2002 bis 2009 Mitglied des Deutschen Bundestages.

## Ehrungen
- Bundesverdienstkreuz 1. Klasse (1999)[5]
- Ehrenmedaille der Stadt Werdau[6]

## Schriften
- »Man wandelt nur das, was man annimmt«. In: Eckhard Jesse (Hrsg.): Friedliche Revolution und deutsche Einheit. Sächsische Bürgerrechtler ziehen Bilanz. Ch. Links, Berlin 2006, ISBN 3-86153-379-0, S. 156–167.
- Der ungewisse Beginn. Das Königswalder Friedensseminar. In: Forschungsjournal Soziale Bewegungen. Analysen zu Demokratie und Zivilgesellschaft. 26 (2013), Heft 4, ISSN 2192-4848, S. 74–78 (forschungsjournal.de [PDF; 1,4 MB]).